# Philip Ardagh
Philip Ardagh (* 11. September 1961) ist ein britischer Autor, der über fünfzig Bücher geschrieben hat, hauptsächlich aber durch seine Eddie-Dickens-Trilogie bekannt wurde.

## Leben
Philip Ardagh schreibt nicht ausschließlich Jugendromane, sondern befasst sich in seinen Büchern auch mit Sachthemen wie ägyptischen Hieroglyphen oder Dinosauriern. Sein Privatleben hält der Autor vor der Öffentlichkeit verborgen. Seine Bücher, die er unter verschiedenen Namen veröffentlicht hat, wurden bislang in mehr als 20 Sprachen übersetzt. Bevor er mit der Eddie-Dickens-Trilogie den Durchbruch zum Vollzeitschriftsteller schaffte, arbeitete er als Reinigungskraft in einer Klinik, als Werbetexter, als Bibliothekar und als Vorleser für Blinde. Heute lebt er mit seiner Frau und seinem Sohn in einem kleinen Küstenort in England.

## Eddie Dickens
Die Trilogie
Eddie Dickens ist der komische Hauptcharakter in einer Trilogie, die mit den Worten „Charles Dickens goes Monty Python“ beschrieben wurde. Sie wurde von Harry Rowohlt ins Deutsche übersetzt und auch mit ihm als Sprecher als Hörbuch vertont. Warner Bros. hat sich die Filmrechte gesichert.
- Erstes Buch („Schlimmes Ende“): Die Eltern des elfjährigen Eddie Dickens leiden an einer unbekannten Krankheit, die sie ganz gelb und wellig an den Rändern aussehen und nach Wärmflaschen riechen lässt. Um eine Ansteckung zu vermeiden, wird Eddie von seinem „wahnsinnigen (Groß-)Onkel Jack“ und seiner „noch wahnsinnigeren (Groß-)Tante Maud“ von seinem Elternhaus nach Schlimmes Ende gebracht – dem Haus seines Großonkels. Auf dem Weg dorthin wird Eddie mit einem Revolver bedroht, von der Polizei festgenommen und in ein Waisenhaus gebracht und erlebt noch einiges mehr.
- Zweites Buch („Furcht erregende Darbietungen“): Bei den Dickens’ tauchen der Entfesselungskünstler „Der große Zucchini“ und seine Assistentin Daniella auf – und landen kurz darauf in Polizeigewahrsam. Bei dem Versuch, die beiden aus dem Gefängnis zu befreien, wird Eddie von drei ausgebrochenen Sträflingen entführt.
- Drittes Buch („Schlechte Nachrichten“): Eddie soll mit dem Schiff nach Amerika fahren, weil seinem Großonkel dort eine Zeitung gehört. In Begleitung einer ominösen Gesellschafterin namens Lady Constance macht sich Eddie auf den Weg zum Hafen, ohne zu ahnen, dass sich seine Tante Maud in seinem Koffer versteckt hat.

Fortsetzungen
Außer diesen drei Büchern gibt es noch das vierte, fünfte und sechste Buch der Eddie-Dickens-Trilogie, auch bekannt als Die weiteren Abenteuer von Eddie Dickens:
- Viertes Buch oder: Buch eins der weiteren Abenteuer von Eddie Dickens („Unliebsame Überraschungen“): Eddie ist in Schottland bei Familie McFeeeeeeee untergebracht,  um den schottischen Landsitz der Dickens’ zu verkaufen. Dabei trifft er auf vermeintliche Verwandte seiner Großtante, die McMuckles. Ein überraschender Besuch der Königin Victoria wird beinahe zum Eklat.
- Fünftes Buch oder: Buch zwei der weiteren Abenteuer von Eddie Dickens („Abscheuliche Angewohnheiten“): Im Garten von Schlimmes Ende wird Eddies Vater beinahe von einem heruntergeworfenen Schornstein erschlagen. Während der zufällig anwesende Architekt Fandango Jones gemeinsam mit der Polizei nach dem Täter sucht, verliert Eddie bei einem Unfall das Gedächtnis. Er wird von Abt Po in ein Kloster aufgenommen und lernt schließlich ein paar neue Familienmitglieder kennen.
- Sechstes Buch oder: Buch drei der weiteren Abenteuer von Eddie Dickens („Allerletzter Akt“): In Schlimmes Ende wird an der Aufführung eines Theaterstückes über Eddies Leben gearbeitet. Das Stück wurde von Eddies Vater geschrieben und wird von dem streunenden Theaterdirektor Mr. Pumblesnook und seiner Theatertruppe aufgeführt. Derweil trifft ein berühmter Maler ein, der ein Porträt vom wahnsinnigen Onkel Jack anfertigen möchte, welches angeblich im Kriegsministerium ausgestellt werden soll. Während alle sich auf die große Theateraufführung vorbereiten, schmieden ein paar Gauner eifrig Pläne, das Anwesen auszurauben.

## Geschichten aus Bad Dreckskaff
Mai 2009 begann Philip Ardagh mit einer neuen Kinderbuchreihe Geschichten aus Bad Dreckskaff (“Grubtown Tales”). Der erste Band „Herr Urxl und das Glitzerdings“ ist in einer Übersetzung von Harry Rowohlt auf Deutsch erschienen. Des Weiteren erschienen „Die Kuh die vom Himmel fiel“ und „Familie Fuchs auf der Flucht“. Auch diese beiden Bücher wurden von Harry Rowohlt übersetzt und er hat sie auch beide als Hörbuch gelesen.

## Werke (Auswahl)
- Awful End – dt. Schlimmes Ende (Deutscher Jugendliteraturpreis 2003[2])
- Dreadful Acts – dt. Furcht erregende Darbietungen
- Terrible Times – dt. Schlechte Nachrichten
- Dubious Deeds – dt. Unliebsame Überraschungen (Das vierte Buch der Eddie-Dickens-Trilogie oder: Buch Eins der weiteren Abenteuer von Eddie Dickens)
- Horrendous Habits – dt. Abscheuliche Angewohnheiten (Das fünfte Buch der Eddie-Dickens-Trilogie oder: Buch Zwei der weiteren Abenteuer von Eddie Dickens)
- Final Curtain – dt. Allerletzter Akt (Das sechste Buch der Eddie-Dickens-Trilogie oder: Buch Drei der weiteren Abenteuer von Eddie Dickens)
- Grubtown Tales: Stinking rich and just plain stinky – dt. Geschichten aus Bad Dreckskaff: Herr Urxl und das Glitzerdings (Roald Dahl Funny Prize 2009[3])
- Philip Ardaghs völlig nutzloses Buch der haarsträubendsten Fehler der Weltgeschichte 2011
- Philip Ardaghs Buch der weltbewegenden Ereignisse und großartigen Ideen der Menschheitsgeschichte 2015